# Тюлячи
Тюлячи (на руски: Тюлячи; на татарски: Теләче) е село, административен център на Тюлячински район, Татарстан. Населението му през 2002 година е 2943 души.